# Karl Schön
Karl Schön (ur. 26 lipca 1923 w Elstrze, zm. 6 czerwca 1994 w Koblencji) – niemiecki polityk i samorządowiec, deputowany landtagu Nadrenii-Palatynatu i burmistrz Bendorfu, poseł do Parlamentu Europejskiego I kadencji.

## Życiorys
Kształcił się w zawodzie kamieniarza, zdał egzamin zawodowy w wojsku. Walczył na froncie II wojny światowej, w latach 1943–1948 przebywał się w radzieckiej niewoli. Po wojnie pracował jako kamieniarz i kierownik pralni, działał też w organizacji charytatywnej Arbeiterwohlfahrt. W 1955 zaangażował się w działalność polityczną w ramach Socjaldemokratycznej Partii Niemiec. Był szefem jej struktur w różnych powiatach w okolicach Koblencji oraz członkiem władz regionu Rheinland-Hessen-Nassau. W 1957 wybrano go po raz pierwszy do rady miejskiej w Bendorfie, od 1967 do 1979 pozostawał burmistrzem tej miejscowości. Od 1960 do 1981 był członkiem rady powiatu Koblencja (po przekształceniu powiatu Mayen-Koblenz). W latach 1967–1975 zasiadał w landtagu Nadrenii-Palatynatu.
W 1979 wybrano go posłem do Parlamentu Europejskiego. Przystąpił do frakcji socjalistycznej, należał do Komisji ds. Polityki Regionalnej i Planowania Regionalnego oraz Delegacji ds. stosunków ze Szwajcarią.
Odznaczony m.in. Wielkim Krzyżem Zasługi z Gwiazdą Orderem Zasługi Republiki Federalnej Niemiec (1972).